# Layout (computação)
Em computação, o leiaute (do inglês layout) é o processo de calcular a posição de objetos no espaço sujeito a várias restrições. Esta funcionalidade pode ser parte de uma aplicação ou empacotado como um componente ou biblioteca reutilizável.
Leiaute de página é o cálculo da posição dos parágrafos, tabulações, frases, palavras e letras de um texto. Isso é feito por um software de editoração eletrônica, software de formatação de textos e mecanismos de navegadores web. Estes, por sua vez, incluem o leiaute de fonte e mecanismos de renderização, que calculam a posição correta de glifos, que pode ser um desafio com scripts complexos. As imagens também podem ser incorporadas no texto.
Outra forma de disposição é encontrada em gerenciadores de leiaute. Eles fazem parte de conjuntos de ferramentas de widget e tem a capacidade de calcular automaticamente a posição de uma ferramenta com base em restrições de alinhamento sem a necessidade de o programador especificar as coordenadas absolutas.
Software de desenho gráfico determina automaticamente a posição das arestas e vértices de um grafo com vários objetivos como a minimização do número de cruzamentos de borda, a minimização da área total ou produção de um resultado esteticamente agradável. Este tipo de software é usado para vários fins, incluindo visualização, e como parte de ferramentas de automação de design eletrônico para o passo de local e rota.